# うにまる

うにまるモニュメント

うにまるは、北海道・奥尻島の着ぐるみのマスコットキャラクター。

## 概要
1989年（平成元年）に登場したまちおこしキャラクターで、ふるさと創生資金によるタイムカプセル事業「平成元年タイムカプセルうにまる事業」をPRするために制作された。ウニが奥尻島の名産である事から、キタムラサキウニをモチーフにしている。北海道が進める地域雇用を活性化させる対策として、奥尻島観光のイメージの向上を呼びかける形で、観光協会と結び2001年に「タイムカプセルうにまる」という施設が開館になるのにあわせ、登場した。2001年4月28日、大型連休の第一日目にあたるこの日に公の場に姿をあらわす。
なお、島内の小高い丘に「うにまるモニュメントパーク」が建造された。キタムラサキウニをイメージしたモニュメントは夜には120本のトゲがライトアップされ、「なべつる岩」とともに観光スポットとなっている。

## 特徴
大きな丸い顔に、頭部には濃いオレンジ色の6本（イラストなどでは7本の場合もある）の触角が生えている。会話は出来ないが、到着・出発の観光客に対し手をふり、記念撮影に応じるなどの活動を行なっている。まるで宇宙人のような個性的な姿と愛嬌のある表情や身のこなしは、たちまち人気を呼んだ。特に、訪れた子供たちには評判が良い。
奥尻島の海の玄関口である奥尻港フェリーターミナルで、5月から秋にかけて会うことができる。
また、島内のみやげ物店や売店の玩具コーナーでは、手のひらに収まるサイズのぬいぐるみが作られ販売もされている。島津亜矢の歌唱によるキャラクターソング「うにまるちゃん」がある。
着ぐるみは2009年更新、2025年に16年ぶりの更新をするため奥尻島観光協会がクラウドファンディングを実施し費用を広く集めることにした。目標額は130万円。